# Aurin
Aurin eller pararosolsyra (CI 43800) är ett triarylmetanfärgämne som bildar gulaktiga eller djupt röda kristaller med grönaktig metallisk lyster. Den är praktiskt taget olöslig i vatten, men lättlöslig i alkohol. Den är löslig i starka syror för att bilda gula lösningar, eller i vattniga alkalier för att bilda karminröda lösningar. På grund av denna egenskap kan aurin användas som pH-indikator. Ämnet förekommer också som mellanprodukt vid tillverkning av andra färgämnen.

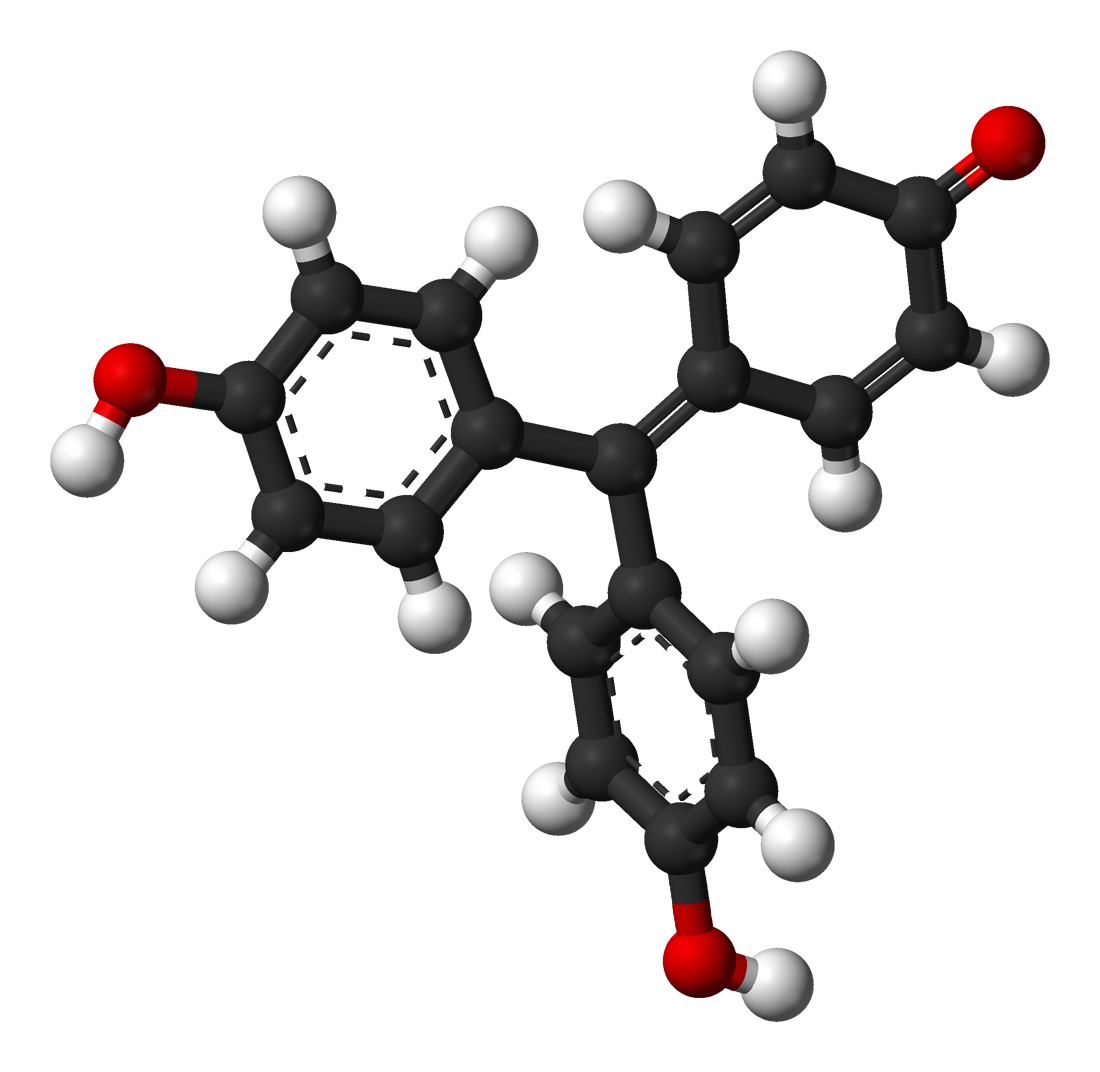
Tredimensionell struktur.